# Tremenda dimensión
Tremenda Dimensión es el undécimo álbum de la agrupación venezolana Dimensión Latina. Fue editado en 1978 por la disquera Velvet en formato larga duración de vinilo a 33⅓ RPM. Fue el primer disco de la Dimensión Latina con Velvet tras diez discos con Top Hits.
El disco presenta a Dimensión Latina con diversos cambios en su alineación tras la partida del vocalista Wladimir Lozano y el percusionista Elio Pacheco. Los arreglos estuvieron a cargo de tres de los productores más conocidos del mundo de la salsa, Luis "Perico" Ortiz (trompetista y productor de Fania), Marty Sheller (productor de Mongo Santamaria y Fania) y Luis Cruz (también arreglista de Fania), en vez de César Monge, quien había asumido la dirección desde la partida de Oscar D'León. Para aprovechar el trabajo de los arreglistas, Velvet contrató al ingeniero veterano Fred Weinberg, uno de los más conocidos en el mundo de la salsa. Según el crítico José A. Estévez, Jr. de All Music Guide, Dimensión Latina exitosamente ensanchó su espectro musical con la ayuda de algunos de los mejores salseros de Nueva York.
Para algunos Integrantes De La Agrupación Original Este Disco desvirtuó la esencia Original del grupo acostumbrados a esquemas musicales mucho más sencillos más sin embargo para otros críticos este disco marco una influencia de la compañía "FANIA" ya que muchos de los músicos que participaron en esta producción pertenecían a este sello disquero. El único tema que interpretó en su totalidad la Dimensión Latina fue "Mi Negrita" interpretado Por Rodrigo Mendoza.
El tema más popular del disco Fue "Fanfarron" vocalizado Magistralmente por Rodrigo Mendoza donde se hacía referencia a su antiguo líder Oscar D'Leon y "Cantante Errante" en la voz de Andy Montañez y Arreglado por el maestro Luis Perico Ortiz
Tras su partida, Wladimir creó su propia banda y grabó La Constelación 79 al año siguiente. Posteriormente también grabó con El Trabuco Venezolano, La Crítica y la Orquesta Aragón, pero nunca obtuvo el éxito de Oscar D'León. En 1984 volvió a la Dimensión Latina para el disco Producto de exportación y en 1993 también sirvió de vocalista en Los dueños del Caribe.
Por su lado, Elio Pachecho formó la orquesta La Magnífica con quienes grabó dos discos, Elio Pacheco y La Magnífica en (1977) y Con clase, sabor y algo más en (1978). Posteriormente formó la orquesta Mafia Latina y grabó tres discos para Fania (Mafia Latina, Elio Pacheco y su Mafia y Elio Pacheco y su Mafia Latina) y uno que se mantiene inédito. Igual que Wladimir, en 1984 volvió a la Dimensión Latina para el disco Producto de exportación.

## Canciones
Lado A
1. Cantante errante - Canta: Andy Montañez (5:32)
2. Mayoral - Canta: Andy Montañez (5:35)
3. Un viejo amor - Canta: Rodrigo Mendoza (3:27)
4. Mi negrita - Canta: Rodrigo Mendoza (4:01)

Lado B
1. Fanfarrón - Canta: Rodrigo Mendoza (5:47)
2. Velorio alegre - Canta: Rodrigo Mendoza (5:11)
3. El mundo - Canta: Andy Montañez (2:48)
4. Brisas del norte - Canta: Andy Montañez (4:29)

## Créditos (alfabético)
Músicos
- Andy González: Bajo
- Andy Montañez: Voz
- Carlos Guerra: Trombón
- Carlos Jesús Guillen: Tumbadoras
- César Monge: Trombón
- Gustavo Carmona: Bajo
- Luis Machado: Bongó
- José Rodríguez: Timbales
- José Rojas: Trombón
- Rodrigo Mendoza: Voz, maracas
- Sonny Bravo: Piano

Producción
- Arreglos: Marty Sheller, Luis "Perico" Ortiz, Luis Cruz
- Ingeniero: Fred Weinberg
- Grabado en Nueva York, EE. UU.

- Datos: Q6152085